# Katherine Porter
Pour les articles homonymes, voir Katherine Porter et Porter.
Katherine Porter, née le 11 septembre 1941 à Cedar Rapids (Iowa) et morte le 22 avril 2024 à Santa Fe (Nouveau-Mexique), est une peintre américaine. 

## Biographie
Katherine Louanne Pavlis naît le 11 septembre 1941 à Cedar Rapids, dans l'Iowa, de John Pavlis, qui travaille pour une station de radio à Cedar Rapids, et d'Evelyn (Fawcett) Pavlis, qui élève déjà trois jeunes enfants en 1944. Elle étudie au Colorado College, à Colorado Springs (1959-1961), et obtient un Bachelor's degree à l'université de Boston, dans le Massachusetts en 1963.
Bien qu'américaine, elle vit à Montréal et en Nouvelle-Écosse au Canada. Le dessin est au cœur de ses œuvres abstraites et lyriques, et elle travaille aussi bien sur des toiles de grande taille que sur de petites feuilles. Katherine Porter expose à Wood, Water, Rock, à Meridian Gallery à San Francisco en 2001.
Elle meurt le 22 avril 2024 à son domicile de Santa Fe, au Nouveau-Mexique à l'âge de 82 ans.